# Кузнецов, Пётр Иванович (учёный)
Пётр Иванович Кузнецов (21.09.1911 — не ранее 1999) — советский математик, доктор физико-математических наук (1949), профессор (1952), заслуженный деятель науки и техники РСФСР. Заведующий кафедрой МГУ.
Родился 21 сентября 1911 года в деревне Леоново, в советское время — Завидовский район Калининской области.
Окончил техникум (1931), механико-математический факультет Московского университета (1935), Московский торфяной институт (1934, экстерном) и аспирантуру НИИ математики МГУ (1938).
В 1938 году защитил кандидатскую диссертацию «Граничные задачи в теории гармонических и субгармонических функций в пространстве трех измерений» (научные руководители И. И. Привалов и А. Н. Тихонов).
С 15.05.1938 по 16.02.1961 находился на военной службе, высшее звание инженер-полковник. Преподавал в Ленинградской военно-воздушной академии, Военной академии механизации и моторизации РККА имени И. В. Сталина, Военно-воздушной академии РККА имени профессора Н. Е. Жуковского, на военном факультете горюче-смазочных материалов Красной Армии при Московском нефтяном институте им. И. М. Губкина.
В 1939 г. поступил в докторантуру Академии наук СССР, но в связи с войнами приступил к работе над докторской диссертацией лишь в 1944 году в Институте автоматики и телемеханики АН СССР, научные консультанты были В. Н. Кузнецов и Н. Н. Лузин.
Защитил докторскую диссертацию на тему «Распространение электромагнитных волн в многопроводной системе» в 1948 году.
После этого, продолжая преподавать в военных вузах, одновременно работал в Радиотехническом институте АН СССР. Также работал в Институте автоматики и телемеханики АН СССР, в Вычислительном центре АН СССР, в Московском государственном университете (зав. кафедрой автоматики и телемеханики), во 2-м Московском медицинском институте и др. Читал курсы «уравнения математической физики», «теория вероятностей и ее приложения», «прикладная математика».
Среди его учеников 5 докторов наук (в том числе Р. Л. Стратонович) и более 25 кандидатов наук.
В 1951 году опубликовал (в соавторстве) учебное пособие, и сейчас не потерявшее актуальности:
- Справочник по операционному исчислению: Основы теории и таблицы формул / В. А. Диткин, П. И. Кузнецов. — Москва ; Ленинград : Гос. изд-во техн.-теорет. лит., 1951. — 256 с.; 23 см. — 10 000 экз.

Сборник написанных в 1947—1955 гг. статей «Распространение электромагнитных волн в многопроводных системах» (П. И. Кузнецов, Р. Л. Стратонович. — Москва : ВЦАНСССР, 1958. — 84 с. : черт.; 26 см) в 1964 году был издан на английском языке издательством Пергамон Пресс, предисловие написал лауреат Нобелевской премии Луи де Бройль (Louis de Broglie):
- Kuznetsov P. I., Stratonovich R. L., The Propagation of Electromagnetic Waves in Multiconductor Transmission Lines (Pergamon Press, 1964, 190 p.)

В том же издательстве опубликована коллективная монография:
- Kuznetsov P. I, Stratonovich R. L., Tikhonov V. I., Nonlinear Transformation of Stochastic Processes (Pergamon Press, 500 pp., 1965).

Вклад в развитие статистической радиотехники:
- Развитие теории выбросов случайных процессов (1954 г. — П. И. Кузнецов, Р. Л. Стратонович и В. И. Тихонов)
- Метод анализа нелинейных преобразований случайных процессов, основанных на их представлении рядами Вольтерра (1953 г. — П. И. Кузнецов, Р. Л. Стратонович и В. И. Тихонов)
- Разработка метода определения статистических характеристик случайных процессов на выходе произвольного инерциального нелинейного устройства, исходя из их статистических характеристик случайного процесса (задаваемого кумулянтными и квазимоментными функциями), действующего на входе (1954 и 1960 гг. — П. И. Кузнецов, Р. Л. Стратонович и В. И. Тихонов).

Список основных работ приведён в сборниках: Математика в СССР за сорок лет , 1917—1957 гг . , т . ІІ . М. , ГИФМЛ , 1959; Математика в СССР , 1958—1967 гг . , т. 11, вып. 1. М. , «Наука», 1970.
Сочинения:
- Кузнецов П. И., Стратонович Р. Л., Тихонов В. И. Квазимоментные функции в теории случайных процессов / Докл. АН СССР. 1954. № 4.
- Кузнецов П. И., Стратонович Р. Л., Тихонов В. И. Корреляционные функции в теории броуновского движения. Обобщение уравнения Фоккера—Планка // ЖЭТФ. 1954. Т. 26. Вып. 2. Стр. 189—207.
- Кузнецов П. И., Стратонович Р. Л., Тихонов В. И. Квазимоментные функции в теории случайных процессов // Теория вероятностей и ее применение. 1960. № 1.
- Кузнецов П. И., Стратонович Р. Л., Тихонов В. И. Прохождение случайных функций через нелинейные системы // Автоматика и телемеханика. 1953. № 2.
- П. И. Кузнецов, Р. Л. Стратонович, «К математической теории коррелированных случайных точек», Изв. АН СССР. Сер. матем., 20:2 (1956), 167—178.
- П. И. Кузнецов, Р. Л. Стратонович, В. И. Тихонов. О длительности выбросов случайной функции. — «ЖТФ», 1954, т. 24, вып. 1, с. 103—112.
- Последовательное обучение систем диагностики / П. И. Кузнецов, Л. А. Пчелинцев. — Москва : Энергоатомиздат, 1987. — 109,[2] с. : ил.; 21 см.

Заслуженный деятель науки и техники РСФСР. Награждён орденом Красной Звезды (03.11.1953), медалями «За боевые заслуги» (20.06.1949), «За победу над Германией в Великой Отечественной войне 1941—1945 гг.» (09.05.1945), «За доблестный труд в Великой Отечественной войне 1941—1945 гг.» (06.06.1945).